# مؤسسه فناوری لیک واشینگتن
مؤسسه فناوری لیک واشینگتن (به انگلیسی: (Lake Washington Institute of Technology (LWTech) که قبلاً دانشکده فنی لیک واشینگتن نامیده می‌شد، یک دانشکدهٔ عمومی با دوره‌های دو ساله واقع در کریکلند واشینگتن است.